# Zoltán Jagodics
Zoltán Jagodics (ur. 29 lipca 1969 w Kőszeg) – węgierski piłkarz grający na pozycji obrońcy.

## Kariera
Na początku swojej kariery grał w młodzieżowym zespole Szombathelyi Haladás VSE. W 1988 roku trafił do kadry seniorskiej tego samego zespołu, w którym grał aż do 1994 roku. Później występował w Győri ETO FC i Fehérvár Parmalat FC. W 1996 roku został zawodnikiem Ferencvárosi TC, z którym zdobył Mistrzostwo Węgier w sezonie 1995/1996. Z tym samym klubem dwukrotnie sięgał po drugie oraz raz po trzecie miejsce w lidze. Po opuszczeniu FTC grał w chińskim Liáoníng Fǔshùn i węgierskich: Büki TK Bükfürdo, ponownie w Szombathelyi Haladás i Lombard Pápa FC. Karierę zakończył w 2006 roku w Büki TK Bükfürdo.

## Występy w reprezentacji
| Lp. | Data                 | Rywal          | Typ  | Wynik | Grał  |
| --- | -------------------- | -------------- | ---- | ----- | ----- |
| 1.  | 6 kwietnia 1994      | Słowenia (d)   | tow. | 0:1   | 75–90 |
| 2.  | 20 kwietnia 1994     | Dania (2)      | tow. | 1:3   | 76–90 |
| 3.  | 4 maja 1994          | Polska (w)     | tow. | 2:3   | 1–79  |
| 4.  | 18 maja 1994         | Chorwacja (d)  | tow. | 2:2   | 64–90 |
| 5.  | 8 czerwca 1994       | Belgia (w)     | tow. | 1:3   | 1–75  |
| 6.  | 11 października 1995 | Szwajcaria (w) | eME  | 0:3   | 24–90 |
| 7.  | 10 kwietnia 1996     | Chorwacja (w)  | tow. | 1:4   | 72–90 |